# 烏拉部故城
烏拉部故城 (ウラ･ブ･コジョウ, 拼音：Wūlā bù gùchéng) は、中共国務院が「第七批全国重点文物保護単位」(2013) に登録した古城趾の名称。明代海西女真四部の内の一、ウラ･グルン (烏拉国) 首都のウラ･ホトン (烏拉城) にあたるとされる。登録された城址所在地は「吉林省吉林市龍潭区」。城址内は現在、小学校と畑になっているが、時代を経ながらも保存状態は良好で、更に1962年の調査開始以来、貴重な文化財が多く出土し、東北部、わけても吉林地区の明代研究において重要な価値を帯びている。俗に「大城子」また「烏拉街古城」とも。

## 歴史
南宋紹興年間中期 (1140年代)、曾て渤海国 (698-926) の時代にスンガリー･ウラ (松花江) の畔に築成された古城が大水に遭い、東南 (西南とも) へ1km隔てたフンニ (hūngni、洪尼) 地方 (現旧街村) に移築され、それに因んで洪尼羅城 (哈思呼貝勒城とも)と呼ばれるようになった。
明朝洪武 28 (1395) 年、ウラナラ氏始祖・ナチブルが遼東にウラ･フンニ･ホトン (ula hūngni hoton、烏拉洪尼城) を築成し、フルン･グルン (扈倫国) を樹立。ウラ部はフルンの一部となり、ナチブルは後にウラの人々により部主に推戴された。
嘉靖40 (1561) 年、ナチブルの昆孫ブヤンは、父タイランの代で蒙古の侵攻を受け崩壊したフルンを再興さすべく、次々と周辺諸部を併呑、ウラ･ビラ (烏拉河) 東岸のウラ･フンニ･ホトン城址を利用して築城し (ウラ･ホトンに改称)、ウラ･グルンを樹立して国王を称した。最盛期のウラの領土は、現在の長春市双陽区、長春市楡樹市、吉林市中心部、吉林市永吉県、吉林市舒蘭市、吉林市蛟河市などまで及んだ。
万暦41 (1613) 年旧暦1月、ヌルハチがウラ･ホトンを陥落させ、ウラ･グルンは滅亡。
清朝康熙40 (1701) 年、打牲烏拉総管・穆克登が新たに (現・烏拉街鎮に) 築城すると、こちらは「烏拉新城」と呼ばれ、ウラ･ホトンは現地民から「旧街」「老城里」などと呼ばれた。

## 位置
『欽定盛京通志』(1778？) の記載「……城北七十里混同江之東即遼時寧江州故址……」に拠れば、ウラ･ホトンは吉林城 (吉林府) の北へ70「里」、混同江 (第二松花江)の東の位置に在り、遼代の「寧江州」城址にあたるとしている。「辽代宁江州考」(李, 1981) に拠ると、「寧江州」の比定地は昔から色々な説が提出されてきた。いづれも現吉林省に位置し、主要なもので、
1. 永吉県烏拉街 (現吉林市永吉県)
2. 敦化県厄黒木站 (現延辺朝鮮族自治州敦化市)
3. 扶余県三岔河公社石頭城子 (現三岔河鎮)
4. 扶余県楡樹溝 (大楡樹)
5. 扶余県小城子または五家站

の五説ある (3.-5.は現松原市扶余市)。李は別の候補として、6. 扶余県西部の「伯都訥古城」に比定し、その理由として、
- 「寧江州」は「長春州」に近かったこと。
- 「寧江州」は混同江 (スンガリー･ウラ (松花江)) の東岸に在ったこと。
- 「寧江州」は河を一本挟んで女真決起の地の西に在ったこと。
- 「寧江州」は文献などに拠り当時の重要な都市であったことが分かる為、比定地は遼あるいは金の比較的規模の大きな古城に求めるべきであること。

以上の四点を挙げている。
吉林師範大学の客員教授・趙東昇は、自身の著書『扈伦研究』において、ウラナラ氏始祖・ナチブルの祖先 (ワンヤン･ウジュの子孫) は当初「寧江州」に流れ着き、その後、大水で城が損壊した為「西南」に移動し、同地に築城してウラ･フンニ･ホトンと名附けたと説く。この説に従えば、『欽定盛京通志』が指すのはウラ･ホンニ･ホトンに移住する前の城ということになる。尚、同書に拠るとフンニ (同書では洪尼勒としている) とは「要塞」の意味で、「沿河要塞」に築城されたのでウラ･フンニ･ホトンだと説く。
1962年に吉林省博物館会などが考古学調査を共同で行い、その結果を纏めた報告書に拠ると、ウラ･ホトン (ブヤンがウラ･フンニ･ホトン城址に築成した城) は、吉林市中心部から北へ約35kmの現吉林市龍潭区烏拉街満族鎮旧街村大隊に在る城址だとされている。同地には「構造」の節に述べる通り、城址らしき遺構が存在し、西方数百mの距離をスンガリー･ウラが流れている。

## 構造
「烏拉部城址」は総面積にして約90万m2と規模は比較的大きい。城壁は内、中、外の三層構造で、三層とも外側に幅約20ｍの水堀の遺構が見られ、堀の分だけ内側よりも外側が高く、地形的には外城→中城→内城→本城と順番に高くなっていたとされる。城壁は土石混築の基礎上に築かれ、下部は糞土版築に依り、幾層も土を突き固めて形成した痕跡がはっきりと認められ、各層の高さは6-10cm、上部は堆土砌築 (煉瓦を積上げる建築方法) である。また、規則正しく等間隔に柱を立てたような跡 (柱洞痕) が見られる (柱材が腐食すると化学反応でその痕跡が遺る)。形成と規模は吉林省通化市輝南県に位置する「輝発古城」と非常に近似している。

### 内城
全体に台形を呈し、東壁201ｍ、西壁250ｍ、南壁171.5ｍ、北壁163.5ｍで、全長は786ｍに達する。城壁の高さは4.2-4.3ｍ、、東壁は7.9ｍ、天辺の厚さ1-3.5ｍ、根元の厚さは10-12.4ｍ。真南に幅3ｍの門が一基あり、切り出された花崗岩で作られた34段の階段が門から伸びている。四隅には、城壁よりも高く、且つ壁面よりも外側に競り出た台座があり、角楼 (隅櫓) の趾かと考えられている。城壁外側に微かだが水堀の遺構が認められる。内城の中央部やや北寄りの位置には、土を突き固めて形成された楕円を呈する大型の土で築かれた台があり、一般に「白花公主点将台」と呼ばれる (後述)。幅は東西に50ｍ、南北に25ｍで、台座上部は亀の甲羅のように丸みを帯びている。

#### 「白花点将台」
趙東昇氏に拠れば、この土の高台の由来については、数百年にも亘ってスンガリー･ウラ (松花江) 沿岸地域に語り継がれた民間伝承があり、(共産党による) 解放以前は家々に知られたが、今では知る人もどんどん減っているという。遥か元代の雑劇『百花亭』と明代の『百花記』の二つは一致して、「白花公主」が「築台点将」(台を築き指揮官を指名) したという話を伝えるが、長い年月の内に枝葉が生え、尾鰭背鰭がつき、多数の異なる版が現れて真偽も判別困難となった。
「白花公主」なる人物についても、金朝太祖・ワンヤン氏アグダの娘とする説や、アグダの四男・ウジュの妹とする説、金代海郡王の娘とする説、フルン･グルン始祖・ナチブルの娘とする説など、様々な主張や見方が存在する。甘粛省涇川県にはワンヤン氏の集落があり、同地の祭神「聖母娘娘」はアグダの妹「白花公主」である言い伝えられている。各説の真偽はともかくも、「白花公主」は実在していた可能性が高く、在世当時および後世子孫にある程度の影響を及ぼしたと考えられる。清末詩人にして吉林の書道家である成多禄の詩作中にもそれを証明するものが存在する。「烏喇部，貝勒家，層楼複殿飛丹霞，粉侯昆弟夸兀朮，雌将風流説不花。」この「不花」を「白花」と考えれば、成多禄はウジュ (兀朮) と「白花 (不花)」を結びつけて、「白花」を金朝公主とする説をとっていたと考えられる。
趙氏は多数ある版の内二つを所蔵し、一つは趙家先祖代々伝わるもの、もう一つは趙氏が故郷と先祖の故地で調査を行った際に入手したものだが、内容は相反するという。主要人物の「巴拉鉄頭」を例にとると、ある版では忠臣を陥れ、周辺国と内通する奸臣として描かれていて、「白花公主」により看破された後に処刑される。もう一つの版では忠誠心が強く、海郡王父子に二代三朝に亘って仕えた元老として描かれているが、権位簒奪の陰謀を看破した後に首謀者の奸計にかかり、誣告を信じた白花公主によって処刑される。スンガリー江岸には「白花公主一十七，巴拉鉄頭死的屈」という諺も伝わっている。「巴拉鉄頭」は実在した人物らしく、烏拉部故城の北20里のところにある三家子村の江岸の辺りに同人の墳墓とされる遺跡が今でも確認できる。
「白花公主」の最期については次の三説ある。一、戦闘中に蒙古兵の放った火矢によって焼死したとする説。二、敵撃退後に結婚し、子供を授かって天寿を全うしたとする説。三、敵軍から脱出し、遠く逃れて音信が途絶えたとする説。

### 中城
不規則な四角形を呈し、東壁879.4ｍ、西壁1,409ｍ、南壁584.7ｍ、北壁648.2ｍで、全長3,521.3ｍに達する。東壁と北壁の保存状態が良好で、南壁と西壁は大部分が崩壊している。西壁はスンガリー江の浸蝕に由り損傷が甚だしい。城壁は現存で高さ5ｍほど、天辺の厚さ1-2.6ｍで、根元は15-23ｍ。城壁外側は切り立ち、内側は緩やかに傾斜している。東に幅5ｍ、南に6ｍ、北に10ｍの門がそれぞれ一基ずつ設置されている。また内城と同様に、四隅には角楼 (隅櫓) の台座と思しき基礎部分が残り、城壁よりも0.7-1.8ｍ突き出ている。東、南、北壁の外側にはいづれも現存で20ｍほどの水堀の遺構が残っている。北壁の東寄り箇所には土製の煉瓦を積み重ねた城壁が現存している。

### 外城
不規則な四角形を呈す。現存している東、南、北壁は所々闕け、西壁は浸蝕を受けて損壊している。

## 現況
1987年6月に「昭和26年度日本学術振興会特定国派遣研究者」として「烏拉部城址」を訪問した河内良弘は、「中国東北地区満族文化研究訪問報告書」で現地の様子を以下のように描写している。
(前略) 烏拉街は民俗学上の宝庫であるが、時節はずれでサマン祭組にはお目にかかれず、烏拉古城を見学させていただいた。烏拉街から古城まで穴ぼこだらけの道で、いくら日本車でもシャフトが折れはしまいかと心配した。(中略) 『百(ママ)花点將台』は7-8米ほどの壇丘で、今は『革命烈士紀念塔』が建っていた。内城の内部の木立の中には人家がまばらに散在していた。中城はかなり崩壊しているが遺存している部分も多く、高さも3米、4米、6米と一定していない。しかし保存の方途が講じられていないから、やがて消滅するのではあるまいか。西方1粁キロメートルほどの所を松花江がゆるやかに北流していた。交通貿易には便利だが洪水にみまわれそうな地形であった。

1994年8月に同地を訪問した満族史研究会の後藤智子は、「烏拉街探訪」で以下のように描写している。
(前略) 現在城壁は寸断され、内部には人が居住している。外城の周囲は約7千500メートル、城壁は一部残存しているが、樹木が植わったり人家になっており、自然の隆起と何ら見分けがつかない。中城は約3千500メートル、草木に覆われている。 内城は786メートルで保存状態はかなり良好、この中に本城址がある。内城内は現在小学校になっており、城壁がそのまま学校の塀になっている観があった。(中略) 校庭を抜け校舎の裏手へ廻ると本城址の台地がある。台地は東西24メートル (『吉林史跡』によると50メートル)、南北18メートル (同24メートル)、高さ8メ ートルで「点將台」と呼ばれている。点將台南面の40数段の石段を登ると記念碑が立っている。てっきりプジャンタイ関係のものかと思っていたら、「革命烈士紀念塔」であった。点將台北の方角を眺めると、内城のすぐ外は小学校付属のものであろうか、畑になっていた。
内城壁上にはブジャンタイの木と呼ばれる3本の楡の古木がある。樹齢367年とのこと。ブジャンタイがらみの木ならもう少し古いような木もする。ブジャンタイのウラ帰還の時期から推測すると、或いは397年の聞き間違えかもしれない。 (中略) また、城壁には東・西・南・北のほぼ中央に城門があったとのことで、今回は北門址を見たが、現在そのまま村道として使用されていた。他の三門も同様であるらしい。中城と外城の間隔がかなり狭いことから、或いは人ロ増加に伴って外城が増築されたのかもしれない。

清の太祖ヌルハチの居城ヘト・アラでさえ、その外城周囲が5キロ程でしかなかったことから見ても、在りし日のウラ部の強大さが思われる。

## 保護活動と発掘調査

### 保護活動
1961年4月13日：「烏拉古城」の名で「吉林省級重点文物保護単位」に登録。しかし、保護管理を担う専門機関および専門職員がなかった為、ことに文化大革命期間中 (1966-1976) には一定程度の破壊 (遺構掘鑿、荒地開墾、住居建築、道路開通) 被害に遭った。
1981年：吉林省人民政府が「省級重点文物保護単位」への登録を改めて発表。
1983年：永吉県文物管理所を設立。
1992年：吉林市文物管理処を設立。永吉県文物管理所の設立と併せて、破壊行為の抑止に一定の効果をあげた。しかし城壁が土で築成されている為に、水害 (浸蝕) や風害 (風化) などの自然的要因による損壊は進んだ。(未来においても損壊は予想される。)
2013年3月：国務院が「烏拉部故城」の名称で「第七批全国重点文物保護単位」(分類：古遺址) に登録。管理機関は吉林市文管弁 (文化財管理弁公室)。ウラ関連の遺跡文化財として「烏拉街清代建筑群」「烏拉街沿江古城址」の二点も同時に登録された (いづれも吉林市龍潭区)。

### 発掘調査
1960年：「全国文物普査」による初回調査。
1962年9月：吉林省博物館会と吉林市博物館が共同で「烏拉古城」(当時の登録名称) の調査を実施。調査結果は『明代扈伦四部乌拉部故址—乌拉古城调查』として報告書に纏められた。
1985年：「全国文物普査」による第二回調査。
2008年：「全国文物普査」による第三回調査。

#### 文化財
古城内外では文化財も出土している。1957年には「白花公主点将台」の真南、約500ｍの位置から唐宋の銅鏡、北宋の銅銭、遼代銅鏡、銅鞭穂、紐付きの銅製装飾品が、1960年には中城から銅火銃が一丁、それぞれ発掘された。

## 参照元・脚註
1. ↑  「白地図専門店」の無料素材を利用して作成。
2. 1 2 3 4 5 6 7 8 9 10 11 12 13 14 15 16 17 18  “乌拉部故城情况简介”. 2023年5月10日閲覧。
3. 1 2 3 4 5 6 7  “乌拉古城”. 2023年5月10日閲覧。
4. 1 2  杨, 子忱 (2013). “走近乌拉古城”. 吉林农业：下半月 (吉林省农业委员会) (2).
5. ↑  後藤智子「烏拉街探訪」には牲鳥拉総管衙門址に就いて「管轄区域は永吉県中部・北部、舒蘭県西部、九台市東部、楡樹市南部、蛟河、双陽の一部を含む地域に及び、……」とある。
6. ↑  松花江 (スンガリー･ウラ) は、長白山を源流とし嫩江と合流するまでの吉林省側と、嫩江と合流後に黒龍江 (アムール江) に合流するまでの黒龍江省側とで二つに区分され、吉林省側を、満洲帝国樹立当時の大日本帝国が「第二」と命名し、暫くその呼称が使われた。
7. ↑   扈伦研究. 未詳. p. 4. "海陵王完颜亮一上台，为了集军政大权于一身，打击皇族中功勋卓著、威名较高的元老忠臣，信王宗弼首当其冲，以养老为由将宗弼家族迁居宁江州，从此自成部落，子孙世居于此。宁江州因毁于水患，宗弼家族又移往西南，沿江筑土城以居之，名乌拉洪尼勒城。乌拉，沿江也，洪尼勒，要塞也，其城筑于沿河要塞，故名焉。"
8. ↑  満洲語ウラ (ula) はビラ (bira, 河) よりももっと大きいものを指し、漢語では「江」と表記されることが多い。現在の「烏拉部城址」はスンガリー (松花) 江のすぐ東にあるが、文献にはウラ･ビラ (烏拉河) という河も頻出する。
9. ↑  中国の地図アプリ「高徳地図」は所在地を「吉林市龙潭区108乡道与109乡道交叉口」としている。
10. 1 2 3  “烏拉街探訪”. 満族史研究通信:  75-77.
11. ↑  吉林市龙潭区人民政府のサイト「乌拉部故城情况简介」には「3-4米」とも。("米"はメートルの中国語における音訳)。
12. ↑  趙, 東昇. “我的家族与“满族说部””. 中国非物质文化遗产网. 2023年6月24日閲覧。 “3.《白花点将》”
13. ↑  “娘娘 niángniáng”. 超級クラウン中日辞典. 三省堂書店. "②ニャンニャン。子授けなどの女神。▷娘娘庙：子授けの女神の祠。地母神の廟。[参考] 泰山の頂上にある"娘娘庙"が有名。"
14. ↑  吉林省地方志编纂委员会のページ「乌拉古城」及び吉林市龙潭区人民政府のページ「乌拉部故城情况简介」の詳細には「3,521.3ｍ」、「乌拉部故城情况简介」の概要には「3531.4ｍ」と記載され、数値に誤差あり。一旦ここでは「3,521.3ｍ」を採用する。
15. ↑  河内 良弘 (かわち よしひろ) 1928年8月生。1954年京都大学文学部史学科卒業、1959年同大学院博士後期課程を単位取得退学。1956年天理大学助手、1960年同大学専任講師、1968年同大学助教授、1973年同大学教授、1984年京都大学文学博士、1985年京都大学文学部教授を経て、1992年に天理大学教授。1997年以降、京都大学名誉教授、天理大学名誉教授、黒龍江大学満族語言文化研究中心栄誉教授の称号を授与される。2016年、『滿洲語辞典』の功績により日本学士院賞を受賞。(『学思』日本学術振興会北京研究連絡センター JSPS Beijing Newsletter No.57 2017年4-9月より)